# 체크포인트 (만화)
《체크포인트》는 네이버웹툰에서 2016년 4월 11일부터 2016년 11월 21일까지 연재되었던 웹툰이다.

## 개요
네이버의 화요웹툰. 스토리 작가는 송가, 그림 작가는 은소. 2015년 10월 27일 네이버 베스트도전으로 시작했으며, 정식연재는 2016년 4월 11일부터 시작했다.
특이점은 4화만에 웹툰으로 갔다는 점.
장르가 루프물인데도 댓글에는 빨리 탈출할 것이지 질질 끈다는 내용이 많은데 이는 루프물을 제대로 이해하지 못하고 있는 것이다. 
작중에서 루프가 반복되는 시간은 10여 분밖에 안되기 때문에 매우 짧은 시간이 계속 반복되는 것처럼 느껴져서 빠른 진행을 원한다면 답답하게 느껴질 수 있다.
하지만 루프물은 다음 장면을 보려고 하는게 아니라 "루프속에서 주인공이 고뇌하며 어떻게 이 난관을 헤쳐나갈 것인가" 가 중점이다. 
작중에서 주인공이 상황을 해결할 만한 새로운 단서가 계속 주어지며 쓸데없는 부분들은 상당수 스킵되며 진행되고 있는 것을 알 수 있다. 
주인공이 죽는 것은 보통 다른 만화에서는 결말 부분에서나 나올 법한 전개이지만 루프물의 경우에는 주인공이 시간을 되돌리면 그만이기 때문에 어디까지나 분위기를 연출하기 위한 수단으로만 보는 것이 좋다.
초반부에서는 시간을 돌린다는 설정과 도박판이라는 설정이 마사토끼의 작품 갬블러 VS. 초능력자와 겹쳐 표절 논란이 일어나는 듯했으나 진행 방식이 해당 작품과는 판이하게 달라 곧 수그러들었다. 
마사토끼의 작품이 초능력 요소가 들어간 갬블 트릭에 초점이 맞춰져 있다면 이 작품에선 도박은 단지 장치일 뿐 초능력으로 사건을 풀어나가는 것이 주된 중심. 무엇보다 이 웹툰은 도전웹툰에서 더 빨리 연재를 시작했었다. 
2016년 11월 17일 교차로 에피소드 2개화를 마지막으로 11월 21일 휴재 공지와 함께 시즌1 후기가 올라왔다. 
이유는 그림작가가 손목에 통증이 심하게 오기 시작했기 때문인데 재정비를 마치고 돌아온다고 하였지만, 2020년 3월 27일 기준으로 아직도 돌아오지 않았다. 해당 웹툰 댓글창에는 연재 재개를 기다리는 사람들이 끝말잇기를 이어가고 있다.